# Makalom
Makalom ist eine sehr kleine unbewohnte Insel in der südöstlichen Provinz Temotu der Salomonen. Sie gehört zu den äußeren Inseln der Reef Islands im nördlichen Bereich der Inselgruppe der Santa-Cruz-Inseln.

## Geographie
Die Insel liegt ca. 5 km westlich von Pileni. Sie ist lediglich 350 m lang und 60 m breit. Makalom wird von einem ovalen Riff mit einer Länge von 2,5 km und einer Breite von 1,5 km umschlossen.